# Tacht-e Rustam (Farah)
Tacht-e Rostam (persisch تخت رستم Tacht-e Rustam, ‚Thron des Rostam‘) ist ein zoroastrischer Feuertempel mit einer Zitadelle in der Provinz Farah in Afghanistan.

## Lage
Tacht-e Rostam liegt etwa 15 km südöstlich der Stadt Farah im Distrikt Qala ye Kah (Qalkah-ye Chwadschah).

## Geschichte und historische Namensänderungen
Offenbar handelt sich um eine ca. 1800 Jahre alte Festung, die in der Zeit der Sassaniden errichtet wurde. Obwohl dieses Bauwerk und der Ort als Thron von Rostam bekannt sind, sind afghanische Experten der Ansicht, dass es sich hierbei um Kak Kohzad (persisch کک کهزاد; „Festung von Kohzad“) handelt. Kak Kohzad („Bergessohn“) ist eine Gestalt des Mythologie des iranischen Hochlands und ist in Schahnameh mehrmals erwähnt. Er war ebenfalls wie Rostam ein Pahlawan, ein Ringer, der als Rostam's Antagonist fungierte.
Die Festung ist auch als Kafir Qala (persisch کافر قلعه, „Heiden-Burg“) bezeichnet worden. Wiederum behaupten afghanische Seiten, dass diese Festung vom griechischen Feldherrn Alexander der Große gebaut worden sei. Zwar hat Alexander zu dieser Zeit nicht gelebt, jedoch besitzt das Bauwerk antike griechische Stilmerkmale. Aber hier geht es um einen kultur- und kunstgeschichtlichen Synkretismus der Architektur aus gräko-sassanidischer bzw. baktrischer Zeit. Auch die Bauwerke bzw. Festungen Bala Hissar von Herat, Balch, Bam, Bamiyan bzw. Kabul sind Mischformen in religiöser und kultureller Hinsicht.
Fast alle religiösen Gebäude im Iranischen Hochland – mit zahlreichen Kombinationen aus zoroastrischen, buddhistischen und hellenistischen Weltanschauungen, selbst aus islamischer Epoche befanden und befinden sich auf Hügeln bzw. Bergen, die bis zu 2000 m in Alburz, Zagros und Hindukusch hoch sind. Die Koh e Hindus z. B. am Hindukusch sind alle bis 2000 m hoch. Die islamischen Feste werden neben Friedhöfen an den Hängen der Berge gefeiert. Außerdem gehörte Farah ebenso zur hinduistischen Tradition bzw. Kultur der Gandhara. 
Diese Festung, ebenfalls auf einem Berghügel, war mit diversen Wohnungen, Sportsräumen und einem Zurchaneh ausgestattet worden. Zur Wasserversorgung diente ein Tiefbrunnen. Die Festung hatte ebenso eine militärische Bedeutung. In der Nähe gab es eine Festung, die nach Zal Zar, Vater von Rostam benannt war bzw. ist. Ca. 1000 Karezanlagen sorgten unterirdisch für Bewirtschaftung der Region. Hirmand bzw. Helmand und Farahrud spielten eine große Rolle bei der Landwirtschaft. Von dem Kabah e Zaratuscht oder Rostams Hut ist nur noch eine Ruine übrig geblieben. Die Straße bzw. Allee, die zur Festung führte, hieß Kui e Chayaban.
Qala e Kafir bzw. Qala e Kohzad sind Bezeichnungen von weiteren zahlreichen Orten bzw. Ruinen im iranischen Hochland, in Herat, bei Islam Qala in Chorasan (Iran), in Sistan und Belutschistan, in Nimruz, in Provinz Balch und in Zabul bzw. Zabol. Obwohl in diesen Dreieck-Ländern (Pakistan, Iran und Afghanistan) die meisten zoroastrischen Feuertempel, genannt Tacht-e Rostam bzw. Tacht-e Rustam vorhanden sind, gehören sie dennoch nicht zu den sieben berühmten Feuerstätten der Antike.
Eine Festung, genannt nach Fereydūn (persisch فریدون), liegt in einer ca. 300 Jrib (1 Jrib = 2,5 Hektar) großen Fläche. In verschiedenen Städten des alten Irans oder Ariana (heute Afghanistan, Iran und Tadschikistan) sind Rostam zur Ehre historische Gebäude errichtet worden. Meistens sind die historischen Kunstwerke nach ihm und nach diversen Gestalten der iranischen Mythologie benannt worden. Farah gehörte zu der historischen Region von Zabulistan. Hier war auch die Geburtsregion von Rostam e Dastan.